# عملیات نجات (فیلم ۱۹۲۹)
عملیات نجات (انگلیسی: The Rescue) فیلمی در ژانر درام و رمانتیک به کارگردانی هربرت برنون است که در سال ۱۹۲۹ منتشر شد. از بازیگران آن می‌توان به رونالد کولمن و لی‌لی دامیتا اشاره کرد.